# Unione Sportiva Biellese 1927-1928
Questa voce raccoglie le informazioni riguardanti l'Unione Sportiva Biellese nelle competizioni ufficiali della stagione 1927-1928.

## Stagione
Nella stagione 1927-1928 la Biellese disputa il girone B del campionato di Prima Divisione, raccoglie 24 nelle 18 giornate del torneo vincendolo, e salendo nella Massima serie. 

## Divise
| Casa |

## Rosa
| N. |                   | Ruolo | Calciatore      |
| -- | ----------------- | ----- | --------------- |
|    | Italia (bandiera) | P     | Bruno Agnello   |
|    | Italia (bandiera) | P     | Mario Vialardi  |
|    | Italia (bandiera) | P     | Giovanni Costa  |
|    | Italia (bandiera) | D     | Andrea Baggiore |
|    | Italia (bandiera) | D     | Gaetano Grippi  |
|    | Italia (bandiera) | D     | Luigi Roasio    |
|    | Italia (bandiera) | C     | Lino Mosca      |
|    | Italia (bandiera) | C     | Secondo Finotto |
|    | Italia (bandiera) | C     | Giovanni Gaia   |

| N. |                   | Ruolo | Calciatore             |
| -- | ----------------- | ----- | ---------------------- |
|    | Italia (bandiera) | C     | Giuseppe Seccatore     |
|    | Italia (bandiera) | C     | Zeffirino Paulinich    |
|    | Italia (bandiera) | C     | Emanuele Scaramuzzi    |
|    | Italia (bandiera) | A     | Chiadò                 |
|    | Italia (bandiera) | A     | Carlo Del Rosso        |
|    | Italia (bandiera) | A     | Natale Gruppo          |
|    | Italia (bandiera) | A     | Corrado Guglielminotti |
|    | Italia (bandiera) | A     | Ermanno Giordano       |
|    | Italia (bandiera) | A     | Severino Tibi          |

## Risultati

### Prima Divisione

#### Girone B

##### Girone di andata
| Monza 25 settembre 1927 1ª giornata | Monza | 2 – 3 referto | Biellese |  |

| Biella 2 ottobre 1927 2ª giornata | Biellese | 5 – 1 referto | Valenzana | Campo Sportivo Rivetti |

| Parma 9 ottobre 1927 3ª giornata | Parma | 2 – 0 referto | Biellese |  |

| Biella 16 ottobre 1927 4ª giornata | Biellese | 5 – 3 referto | Mantova | Campo Sportivo Rivetti |

| Legnano 23 ottobre 1927 5ª giornata | Legnano | 1 – 2 referto | Biellese |  |

| Biella 30 ottobre 1927 6ª giornata | Biellese | 4 – 1 referto | Derthona | Campo Sportivo Rivetti |

| Como 13 novembre 1927 7ª giornata | Comense | 4 – 1 referto | Biellese |  |

| Biella 20 novembre 1927 8ª giornata | Biellese | 4 – 0 referto | Astigiani | Campo Sportivo Rivetti |

| Milano 27 novembre 1927 9ª giornata | US Milanese | 1 – 5 referto | Biellese |  |

##### Girone di ritorno
| Biella 11 dicembre 1927 10ª giornata | Biellese | 0 – 2 referto | Monza | Campo Sportivo Rivetti |

| Valenza 18 dicembre 1927 11ª giornata | Valenzana | 1 – 0 referto | Biellese |  |

| Biella 25 dicembre 1927 12ª giornata | Biellese | 1 – 0 referto | Parma | Campo Sportivo Rivetti |

| Mantova 8 gennaio 1928 13ª giornata | Mantova | 4 – 1 referto | Biellese |  |

| Biella 15 gennaio 1928 14ª giornata | Biellese | 2 – 0 referto | Legnano | Campo Sportivo Rivetti |

| Tortona 22 gennaio 1928 15ª giornata | Derthona | 1 – 2 referto | Biellese |  |

| Biella 29 gennaio 1928 16ª giornata | Biellese | 2 – 2 referto | Comense | Campo Sportivo Rivetti |

| Asti 19 febbraio 1928 17ª giornata | Astigiani | 1 – 1 referto | Biellese |  |

| Bologna 22 aprile 1928 18ª giornata | Biellese | 1 – 0 referto | US Milanese | Campo Sportivo Rivetti |

#### Girone finale

##### Girone di andata
| Pistoia 29 aprile 1928 1ª giornata | Pistoiese | 3 – 1 referto | Biellese |  |

| Biella 6 maggio 1928 2ª giornata | Biellese | 2 – 0 referto | Bari | Campo Sportivo Rivetti |

| Biella 13 maggio 1928 3ª giornata | Biellese | 2 – 1 referto | Atalanta | Campo Sportivo Rivetti |

##### Girone di ritorno
| Biella 20 maggio 1928 4ª giornata | Biellese | 5 – 1 referto | Pistoiese | Campo Sportivo Rivetti |

| Bari 27 maggio 1928 5ª giornata | Bari | 2 – 0 referto | Biellese |  |

| Bergamo 3 giugno 1928 6ª giornata | Atalanta | 2 – 0 referto | Biellese |  |

##### Spareggi
| Piacenza 10 giugno 1928 Semifinali | Atalanta | 2 – 0 A tav. per forfait referto | Biellese |  |

## Statistiche

### Statistiche di squadra
| Competizione               | Punti | In casa | In casa | In casa | In casa | In casa | In casa | In trasferta | In trasferta | In trasferta | In trasferta | In trasferta | In trasferta | Totale | Totale | Totale | Totale | Totale | Totale | DR  |
| Competizione               | Punti | G       | V       | N       | P       | Gf      | Gs      | G            | V            | N            | P            | Gf           | Gs           | G      | V      | N      | P      | Gf     | Gs     | DR  |
| -------------------------- | ----- | ------- | ------- | ------- | ------- | ------- | ------- | ------------ | ------------ | ------------ | ------------ | ------------ | ------------ | ------ | ------ | ------ | ------ | ------ | ------ | --- |
| Prima Divisione - girone B | 24    | 9       | 7       | 1       | 1       | 24      | 9       | 9            | 4            | 1            | 4            | 15           | 17           | 18     | 11     | 2      | 5      | 39     | 26     | +13 |
| Prima Divisione - finali   | 6     | 3       | 3       | 0       | 0       | 9       | 2       | 3            | 0            | 0            | 3            | 1            | 7            | 6      | 3      | 0      | 3      | 10     | 9      | +1  |
| Totale                     |       | 12      | 10      | 1       | 1       | 33      | 11      | 12           | 4            | 1            | 7            | 16           | 24           | 24     | 14     | 2      | 8      | 49     | 35     | +14 |

### Statistiche dei giocatori
| Giocatore         | Prima Divisione Girone B | Prima Divisione Girone B | Prima Divisione Finali | Prima Divisione Finali | Totale   | Totale |
| Giocatore         | Presenze                 | Reti                     | Presenze               | Reti                   | Presenze | Reti   |
| ----------------- | ------------------------ | ------------------------ | ---------------------- | ---------------------- | -------- | ------ |
| B. Agnello        | 9                        | -14                      | -                      | -                      | 9        | -14    |
| A. Baggiore       | 18                       | 0                        | 6                      | 0                      | 24       | 0      |
| Chiadò            | 15                       | 7                        | -                      | -                      | 15       | 7      |
| G. Costa          | 4                        | -8                       | -                      | -                      | 4        | -8     |
| Dellerole         | 1                        | 0                        | -                      | -                      | 1        | 0      |
| C. Del Rosso      | 17                       | 6                        | 6                      | 3                      | 23       | 9      |
| S. Finotto        | 2                        | 0                        | 5                      | 0                      | 7        | 0      |
| G. Gaia           | 18                       | 0                        | 6                      | 0                      | 24       | 0      |
| E. Giordano       | 4                        | 0                        | -                      | -                      | 4        | 0      |
| G. Grippi         | 16                       | 0                        | 3                      | 0                      | 19       | 0      |
| N. Gruppo         | -                        | -                        | -                      | -                      | -        | -      |
| C. Guglielminotti | 18                       | 5                        | 6                      | 0                      | 24       | 5      |
| Massa             | -                        | -                        | 1                      | 0                      | 1        | 0      |
| L. Mosca          | 16                       | 1                        | 5                      | 0                      | 21       | 1      |
| Z. Paulinich      | 15                       | 1                        | 5                      | 0                      | 20       | 1      |
| L. Roasio         | 1                        | 0                        | 1                      | 0                      | 2        | 0      |
| E. Scaramuzzi     | 9                        | 4                        | 4                      | 0                      | 13       | 4      |
| G. Seccatore      | 13                       | 7                        | 6                      | 4                      | 19       | 11     |
| S. Tibi           | 17                       | 6                        | 6                      | 3                      | 23       | 9      |
| M. Vialardi       | 5                        | -4                       | 6                      | -9                     | 11       | -13    |